# Баркер, Эдмунд Генри
Эдмунд Генри Баркер (англ. Edmund Henry Barker; 1788—1839) — английский филолог, автор книг и статей.

## Биография
Эдмунд Генри Баркер родился 22 декабря 1788 года в Холлиме, в Йоркшире. Получил образование в Кембриджском университете под руководством Ричарда Порсона.
По окончании учёбы жил в Дептфорде и Норфолке, предаваясь научным занятиям. Там же вступил в брак. В судебных процессах из-за наследства он потерял всё своё имущество и умер 21 марта 1839 года в городе Лондоне в страшной нищете. 
Кроме различных изданий античных римских и греческих авторов для школ — Ксенофонта, Демосфена, Цицерона, Тацита, Юлия Цезаря и других, с примечаниями на английском языке, Эдмунд Генри Баркер известен изданием сочинения Аркадия «De accentibus» (Лейпциг, 1820). 
Баркер написал также много статей для периодических изданий, особенно для «Classical Journal» и предпринял новую обработку труда Стефана «Thesaurus linguae graecae» (13 т., 1816—1828, Лондон). 
В своих ещё раньше появившихся «Classical and biblical recreations» (т. 1, Лондон, 1812), Баркер, один из первых в Британии, начал писать о предметах древности на английском языке вместо латинского. 
Своим сочинением «Parriana» (2 т., Лондон, 1828—1829) он увековечил память своего друга Сэмюэля Парра.